# Live Sørbø
Live Sørbø (* 2. Februar 2000 in Randaberg) ist eine norwegische Volleyball-Nationalspielerin. Die Zuspielerin spielt seit 2020 bei den Ladies in Black Aachen.

## Karriere
Sørbø spielte von 2017 bis 2019 bei ToppVolley Norge. 2019 wechselte die Zuspielerin zu Randaberg IL. Mit dem Verein gewann sie in der Saison 2019/20 den norwegischen Pokal. In der Liga wurde sie als wertvollste Spielerin ausgezeichnet. Außerdem spielt sie in der norwegischen Nationalmannschaft. 2020 wurde sie vom deutschen Bundesligisten Ladies in Black Aachen verpflichtet. Mit Aachen erreichte sie im DVV-Pokal 2020/21 das Viertelfinale und unterlag als Tabellenachte der Bundesliga-Hauptrunde im Playoff-Viertelfinale gegen den Dresdner SC. Danach verließ sie den Verein mit unbekanntem Ziel.